# بخش کنلونس
بخش کنلونس (به لاتین: Canelones Department) یکی از بخش‌های اروگوئه است. بخش کنلونس ۵۲۰٬۱۸۷ نفر جمعیت دارد.